# Dodge Charger (LX/LD)
Der Dodge Charger LX ist eine Full-Size-Limousine des US-amerikanischen Herstellers Dodge, die zwischen 2005 und 2023 gebaut wurde. Das Nachfolgemodell ist der im März 2024 vorgestellte Dodge Charger.

## Erste Generation LX (2005–2010)
Bereits Mitte 2005 präsentiert und seit Ende 2005 verkauft, gilt das Jahr 2006 offiziell als erstes Modelljahr des neuen Dodge Charger. Dabei handelt es sich um eine viertürige Limousine mit geringfügigen Gemeinsamkeiten mit früheren Charger-Modellen. Lediglich die Einführung einiger Lackfarben, Logos und Motorvarianten zur Verkaufsförderung lässt bewusst herbeigeführte Vergleiche zu. Weiterhin gibt es auch diesmal Varianten mit den bekannten Bezeichnungen R/T und Daytona (letztere ebenfalls mit dem Zusatz R/T).
Der Charger basiert auf der DaimlerChrysler LX-Plattform, welche unter anderem auch vom Chrysler 300 sowie beim Dodge Challenger genutzt wurde und auch beim Dodge Magnum Verwendung fand. Viele Teile des Interieurs vom Magnum waren auch im Innenraum des Charger zu finden. Die Produktion des Modells Magnum wurde nach einem Facelift für 2008 schließlich eingestellt.
Nachfolgend die Modelle mit den Motorenleistungen, deren Hubraum inzwischen auch in den USA in Litern angegeben wird:
- SE: 2,7 L V6, 132 kW (180 PS)/257 Nm
- SXT: 3,5 L V6, 186 kW (253 PS)/339 Nm
- R/T: 5,7 L Hemi-V8-Motor, 254 kW (345 PS)/475 Nm
- Daytona R/T: 5,7 L Hemi-V8, 261 kW (355 PS)/529 Nm
- SRT8: 6,1 L Hemi-V8, 317 kW (431 PS)/569 Nm

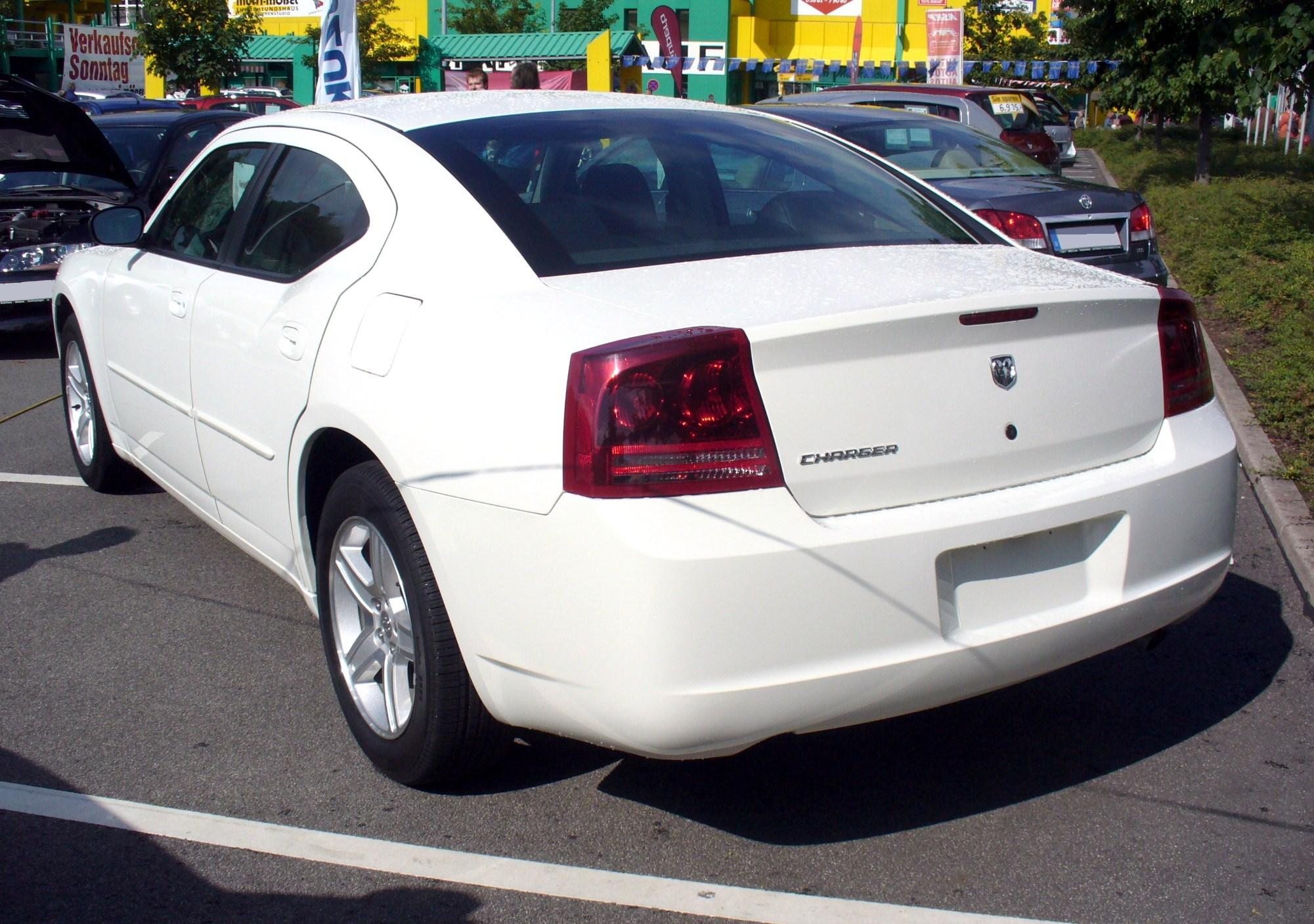
Heckansicht des Charger (2005–2010)
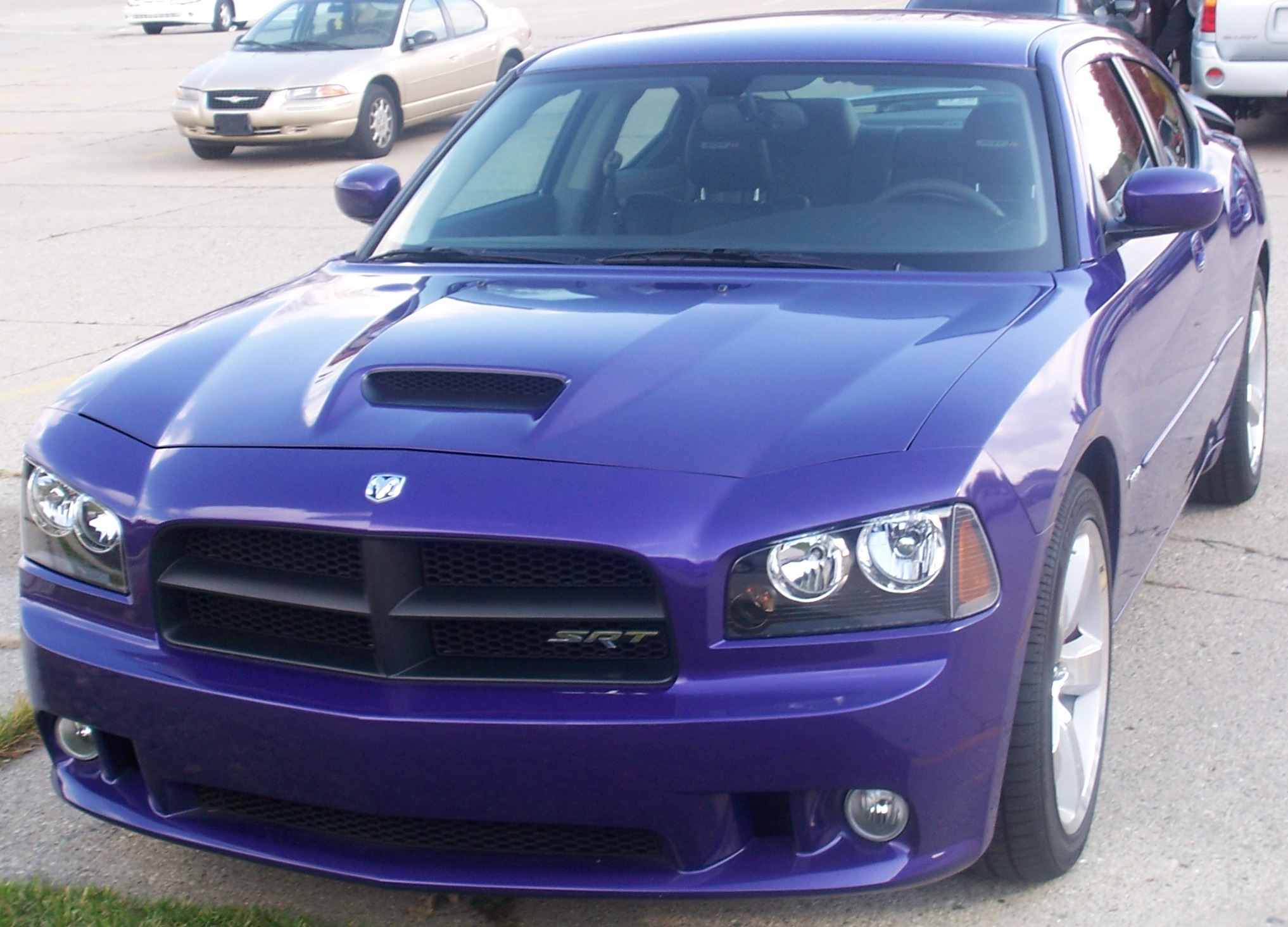
Dodge Charger SRT-8 (2005–2010)

| Modell                          | 2.7 V6  | 3.5 V6  | 5.7 V8          | 6.1 V8  |
| Zylinderzahl                    | 6       | 6       | 8               | 8       |
| Hubraum (cm³)                   | 2736    | 3518    | 5654            | 6063    |
| Max. Leistung (kW/DIN-PS)       | 150/203 | 184/253 | 250/354         | 317/431 |
| Max. Drehmoment (Nm)            | ca. 250 | 340     | 525             | 569     |
| Höchstgeschwindigkeit (km/h)    | 210     | 220     | 250             | 265     |
| Beschleunigung (0–100 km/h)     |         |         | 6,0 s           | 5,3 s   |
| Verbrauch kombiniert (l/100 km) | 11,0    | 11,4    | 12,4 (13,0 AWD) | 14,0    |

## Zweite Generation LD (2010–2023)
Für das Modelljahr 2011 gab es ein großes Restyling mit komplett neuem Karosseriekörper zur aerodynamischen Optimierung. Auffälligster Unterschied ist der Wegfall der hochstehenden hinteren Radläufe. Darüber hinaus gibt es unter anderem eine flachere Windschutzscheibe, einen neuen Kühlergrill, neue Scheinwerfer sowie komplett veränderte Heckleuchten. Diese sind nun als durchgehendes Leuchtband in LED-Technik konzipiert, ähnlich denen des Dodge Challenger. Auch wurde der Radstand geringfügig verlängert. Der Innenraum wurde vollständig neu gestaltet mit hochwertigeren Materialien und größeren Touchscreens für Navigation und Audiofunktionen. Zudem gab es Leistungssteigerungen motorseitig bei gleichzeitig verringerten Verbräuchen. Der HEMI-V8 der SRT8-Variante (intern „Apache“ genannt) verfügt über nunmehr 6,4 l Hubraum.
- SE/Rallye: 3,6 L V6, 218 kW (296 PS)/353 Nm
- R/T: 5,7 L Hemi-V8, 274 kW (373 PS)/535 Nm
- SRT8: 6,4 L Hemi-V8, 351 kW (477 PS)/637 Nm

| Modell                               | SE /SXT                   | R/T                | SRT8               |
| Zylinderzahl (V-Motor)               | 6                         | 8                  | 8                  |
| Hubraum (cm³)                        | 3604                      | 5654               | 6424               |
| Max. Leistung (kW/PS) bei /min       | 218/296                   | 271/370            | 351/477 bei 6000   |
| Max. Drehmoment (Nm) bei /min        | 353 bei 4800              | 535 bei 4200       | 637 bei 4300       |
| Höchstgeschwindigkeit (km/h)         | 220                       | 250                | >280               |
| Getriebe (Serienmäßig)               | 5 oder 8 Stufen-Automatik | 5 Stufen-Automatik | 5 Stufen-Automatik |
| Beschleunigung (0–100 km/h)          | 6,4 s                     | 5,19 s             | 4,3 s              |
| Test-Verbrauch kombiniert (l/100 km) | 11,3                      | - (- AWD)          | 16,1 Super         |

### Facelift (2015)
Für das Modelljahr 2015 bekam der Charger ein weiteres Facelift, dieses fiel im Vergleich zum Ersten eher behutsam aus. Geändert wurden die Frontstoßstange, der Kühlergrill und die Frontscheinwerfer, jetzt mit LED-Tagfahrlicht, wodurch die Front nun wesentlich flacher wirkt. Außerdem erhielt der Wagen eine neue, an den Dodge Dart angelehnte Heckpartie. In der Seitenansicht blieb der überarbeitete Charger bis auf neue Felgendesigns unverändert.
Im Innenraum erhielt der Charger ein neues Lenkrad, eine neue Instrumentierung samt vollkonfigurierbarem 7" Informationsdisplay, sowie neue uconnect Infotainmentsysteme. Dabei erhielt das im SE-Modell angebotene Basissystem uconnect 5.0 gegenüber dem Vorgänger ein größeres Display.
Standardmäßig in allen Charger-Modellen waren Komfortzugang, ein Touchscreen für das Audiosystem und LED-Tagfahrlicht. Auf Wunsch konnte der Charger jedoch unter anderem mit Beats-Audiosystem, Abstandsregeltempomat, Bi-Xenon-Scheinwerfern mit Kurvenlicht, Spurwechselwarnsystem und Fernlichtassistent bestellt werden.
Des Weiteren war der Charger nun zusätzlich mit dem aus dem Dodge Challenger bekannten 717 PS starken „Hellcat“-Motor erhältlich, alle anderen Motorisierungen blieben konstant und waren nun standardmäßig mit einer modernen 8-Stufen-Automatik gekoppelt.
- SE/SXT: 3,6 L V6, 218 kW (296 PS)/353 Nm
- R/T: 5,7 L Hemi-V8, 275 kW (375 PS)/535 Nm
- SRT 392 / R/T Scat Pack: 6,4 L Hemi-V8, 362 kW (492 PS)/644 Nm
- SRT Hellcat: 6,2 L Supercharged Hemi-V8, 527 kW (717 PS)/881 Nm
- SRT Hellcat Redeye: 6,2 L Supercharged Hemi-V8, 594 kW (808 PS)/959 Nm

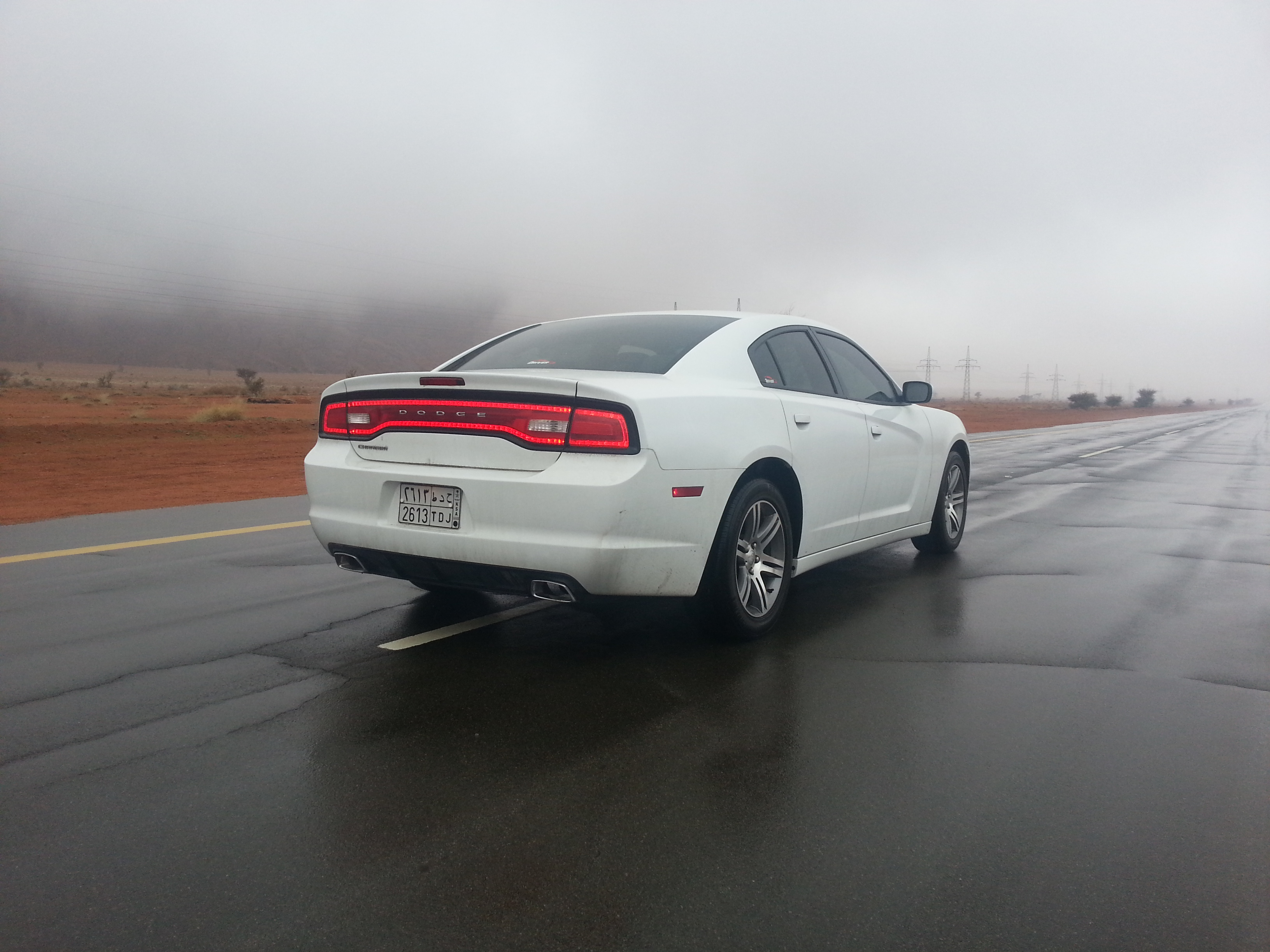
Heckansicht (2011–2014)
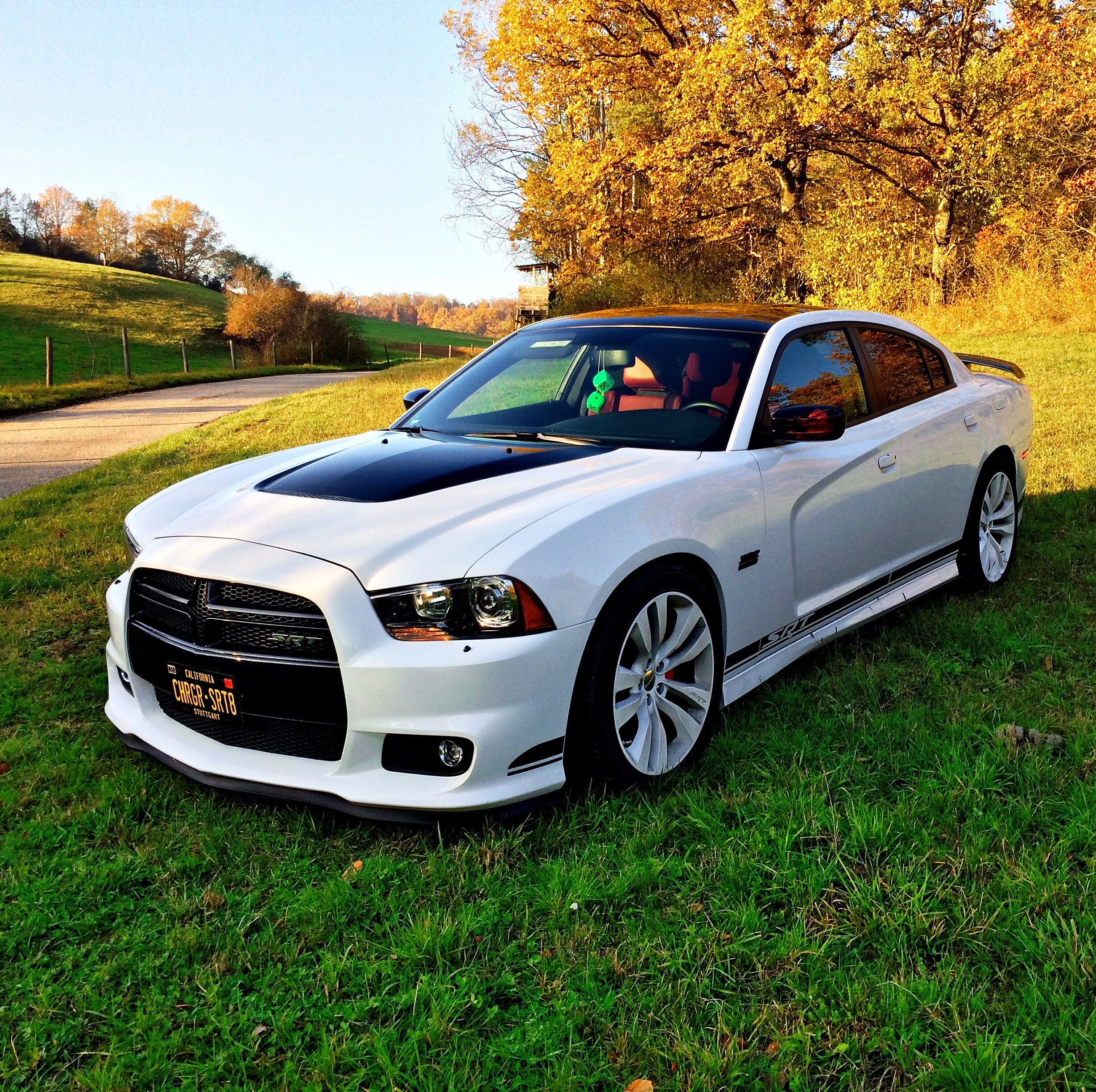
SRT8 (2012–2014)
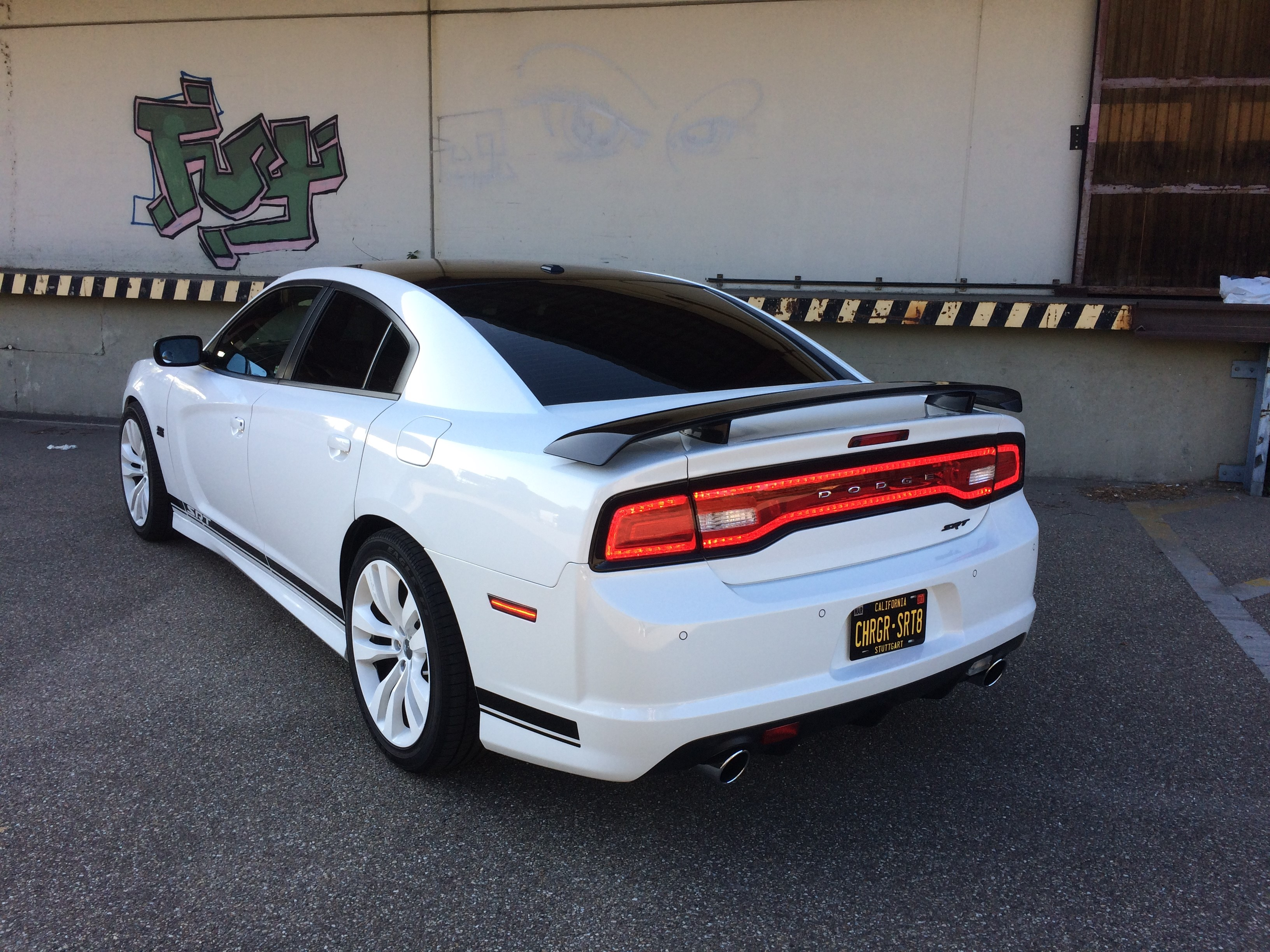
Heckansicht (2012–2014)
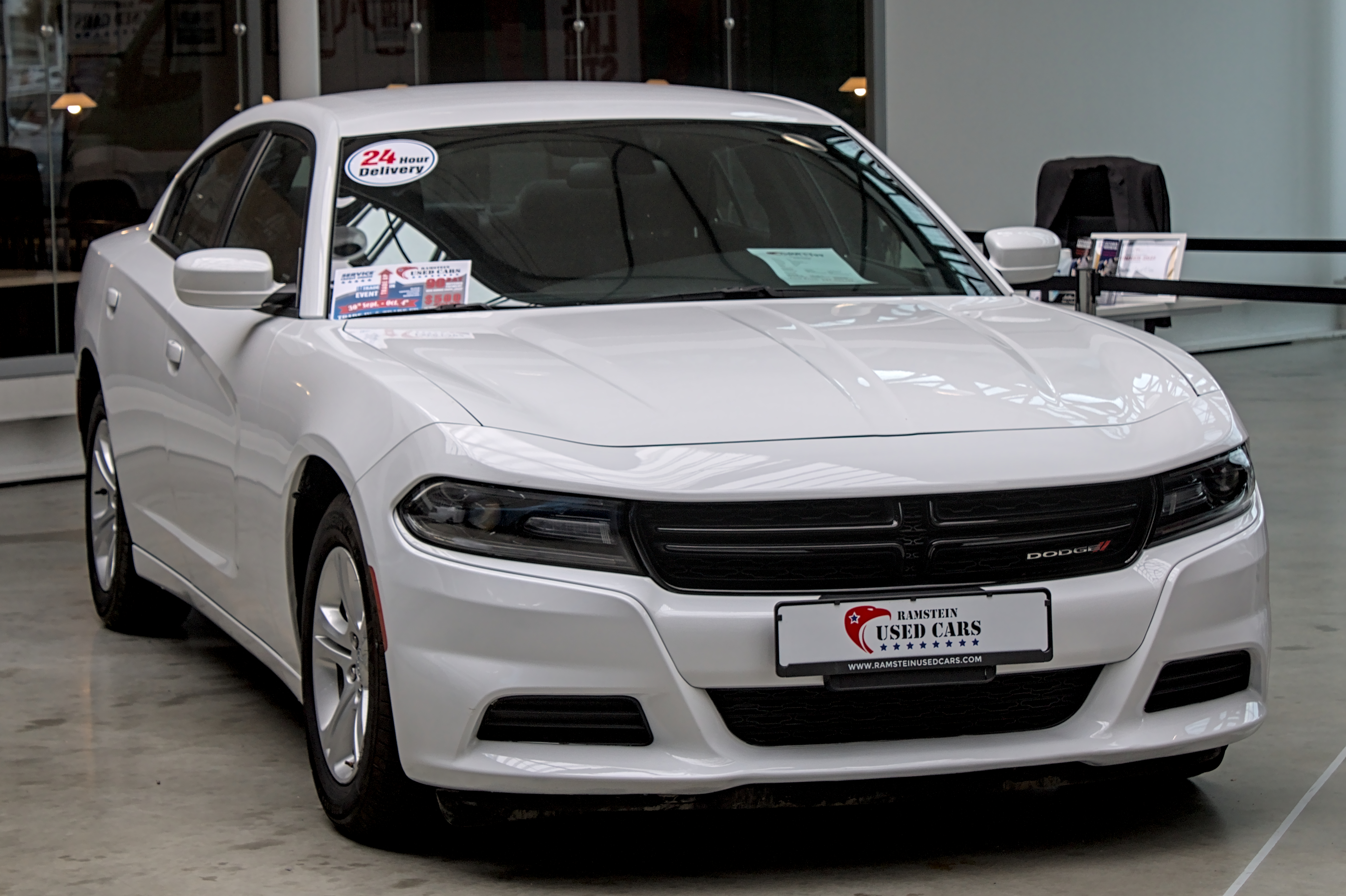
Dodge Charger (2015–2023)
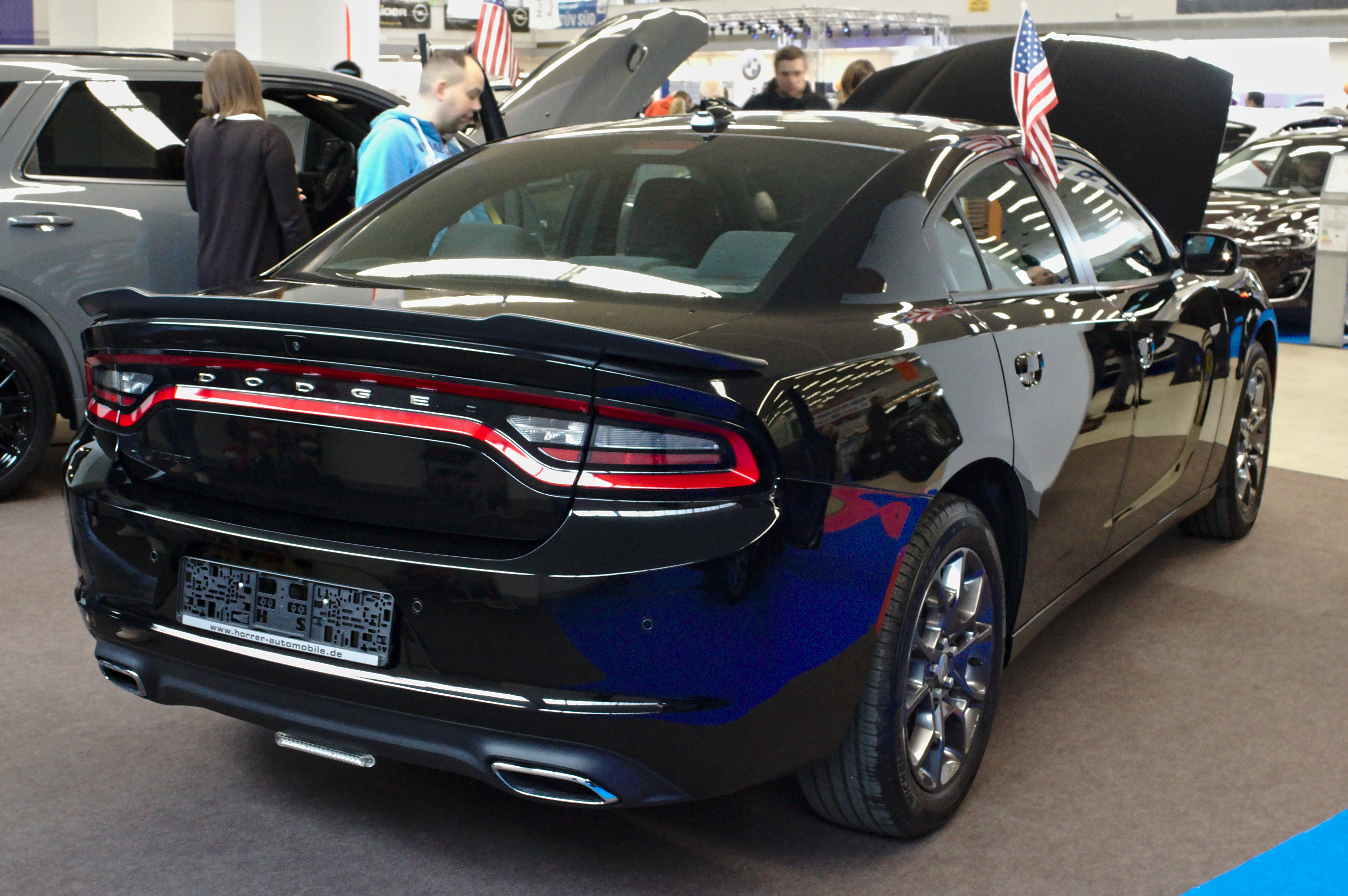
Heckansicht (2015–2023)
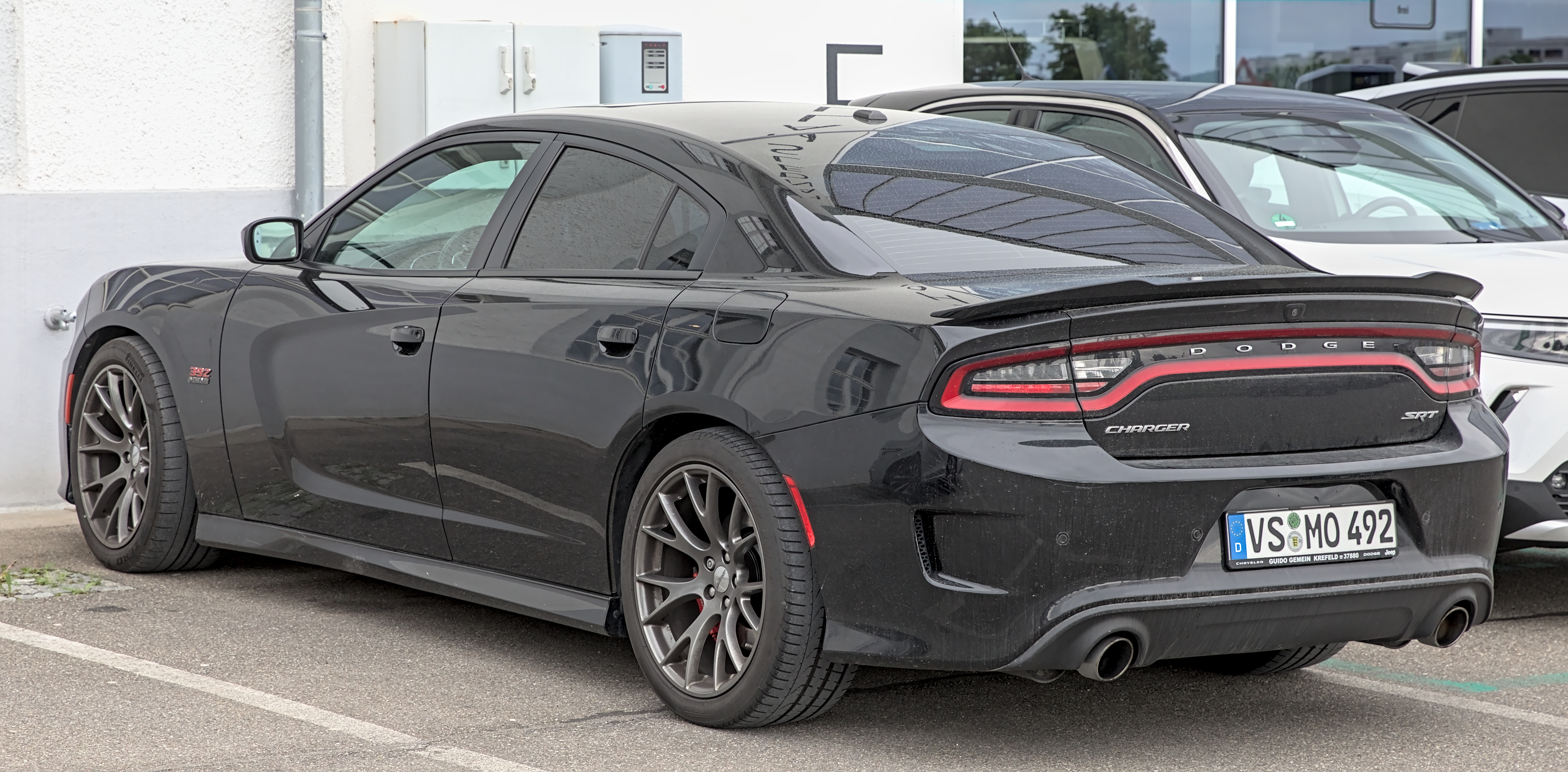
SRT8 (2015–2023)
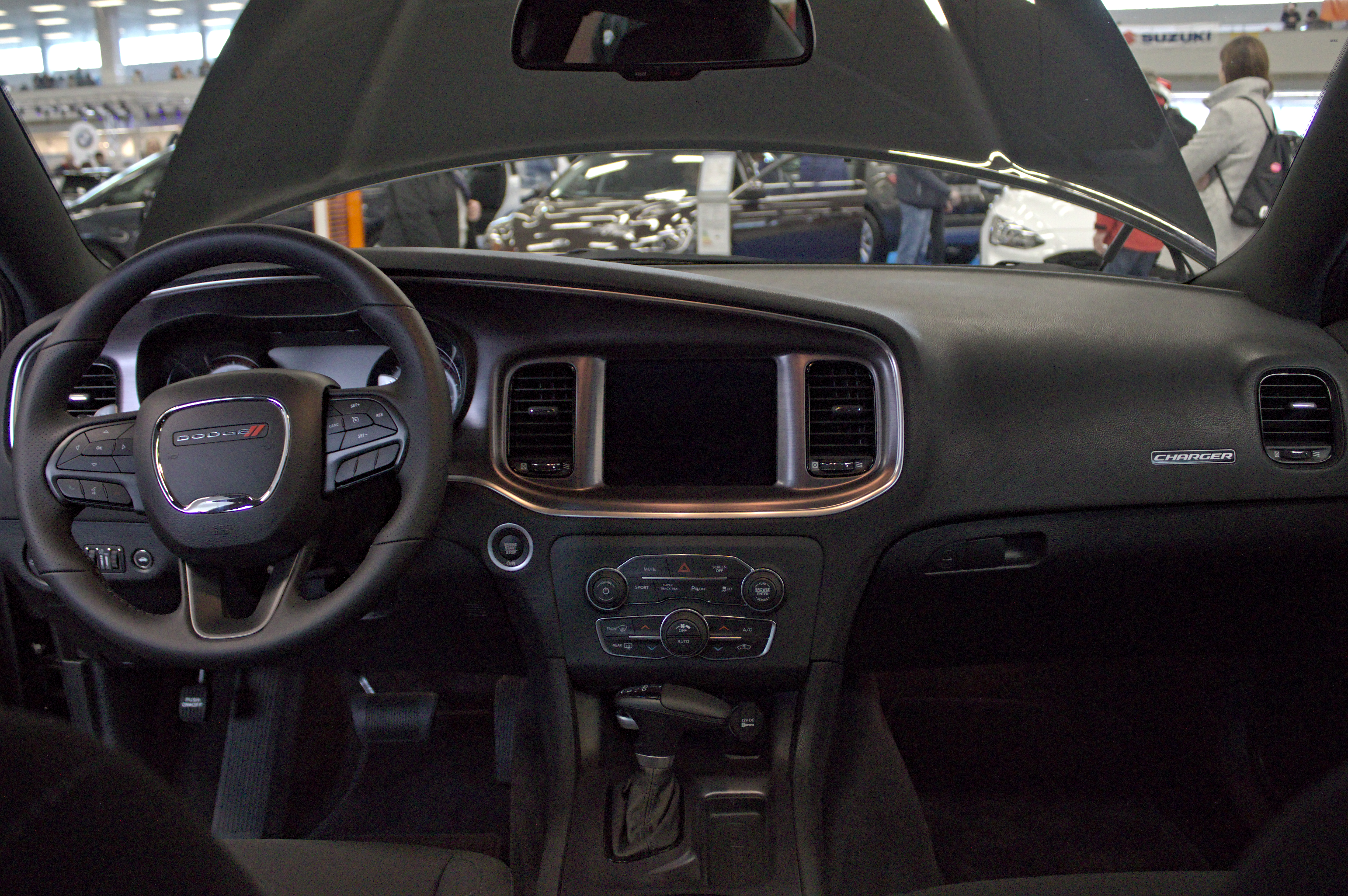
Innenansicht

| Modell                               | SE /SXT            | R/T                | SRT392 / R/T Scat Pack | Dodge Charger SRT Hellcat | Dodge Charger SRT Hellcat Redeye |
| Zylinderzahl (V-Motor)               | 6                  | 8                  | 8                      | 8                         | 8                                |
| Hubraum (cm³)                        | 3604               | 5654               | 6424                   | 6166                      | 6166                             |
| Max. Leistung (kW/PS) bei /min       | 218/296            | 271/370            | 362/492                | 527/717                   | 594/808 bei 6500                 |
| Max. Drehmoment (Nm) bei /min        | 353 bei 4800       | 535 bei 4200       | 644 bei 4300           | 881 bei 4800              | 959 bei 6500                     |
| Höchstgeschwindigkeit (km/h)         | 220                | 250                | 282                    | 315                       | 327                              |
| Getriebe (Serienmäßig)               | 8 Stufen-Automatik | 8 Stufen-Automatik | 8 Stufen-Automatik     | 8 Stufen-Automatik        | 8 Stufen-Automatik               |
| Beschleunigung (0–100 km/h)          | 6,4 s              | 4,9 s              | 4,2 s                  | 3,7 s                     | 3,6 s                            |
| Test-Verbrauch kombiniert (l/100 km) | 11,3               | 12,4 (- AWD)       | 16,1 Super             | 15,4 Super                | noch nicht verfügbar             |

Quelle: 

## Behördenversion

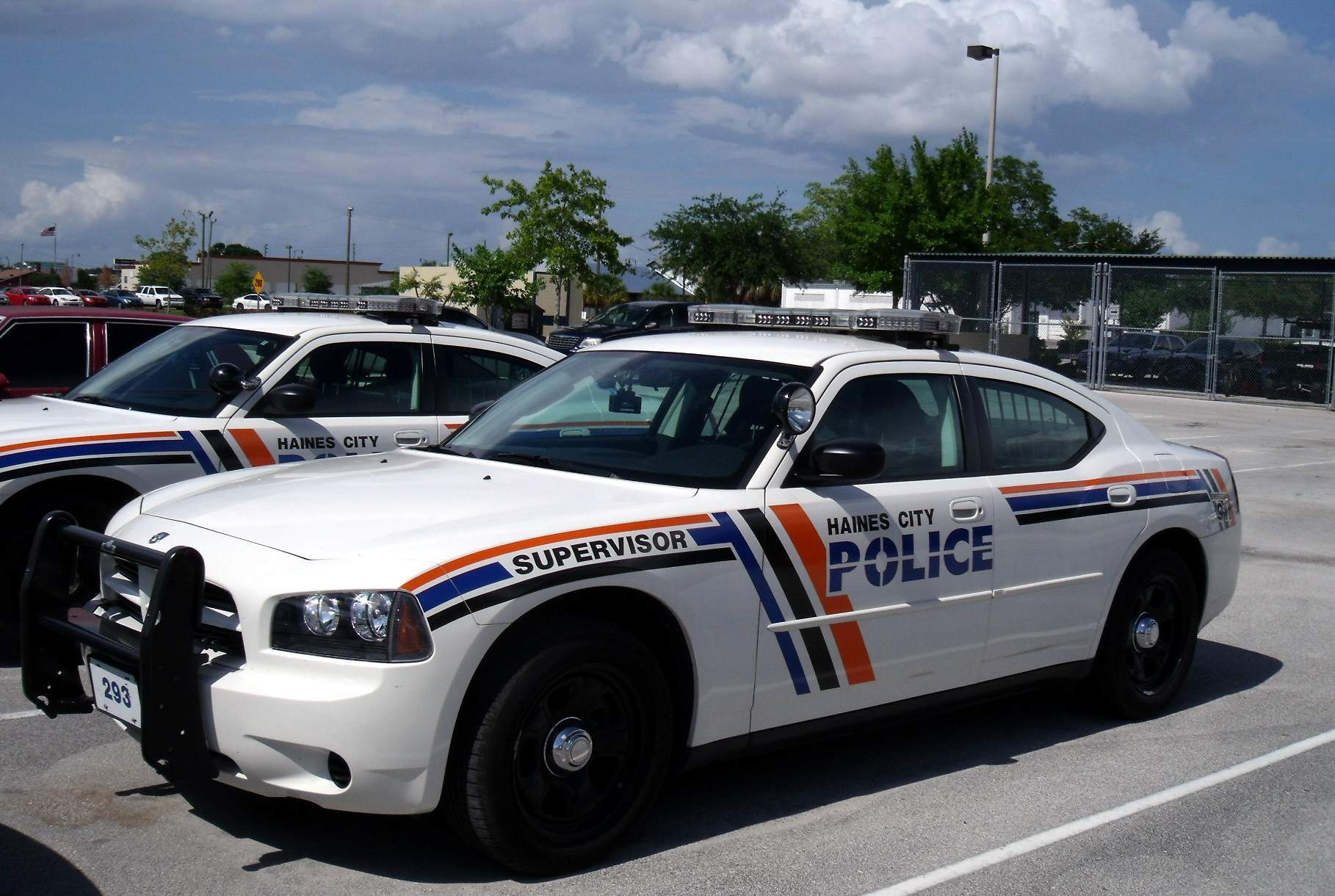
Dodge Charger mit Rammschutzbügel und LED-Rundumleuchte der Haines City Police

Der Charger wurde als Charger Pursuit auch als Behördenfahrzeug angeboten und hat bei staatlichen und kommunalen Behörden auf dem amerikanischen Kontinent die bisher verbreiteten, altbewährten Dienstfahrzeuge wie den Ford Crown Victoria abgelöst und ist als Polizeifahrzeug in den USA, in den kanadischen Provinzen British Columbia, Québec und Ontario sowie in Chile und Mexiko im Einsatz.
Dodge produzierte den Charger in zwei Versionen als Polizeifahrzeug: als Pentastar V6 mit 3,6 Liter Hubraum und einer Leistung von 296 PS (218 kW) und als 5,7-Liter-HEMI-V8 mit 375 PS (276 kW). Die Fahrzeuge sind serienmäßig mit Hinterradantrieb ausgestattet und optional mit Allradantrieb erhältlich. 2017 führte die California Highway Patrol den Charger als Einsatzfahrzeug in ihren Fuhrpark ein.